# Chromium
A Chromium a Google nyílt forráskódú webböngészője. Ennek forráskódjából készül a Google Chrome webböngésző is. A Chromium és a Google Chrome böngészők licencelésükben, illetve forráskódbeli eltéréseik miatt néhány képességükben eltérnek egymástól, forráskódjuk ugyanakkor nagyban azonos.

## Története
A Google 2008 szeptemberében nyílttá tette a Google Chrome forráskódját. A forráskód – a binárisra fordított, futtatható böngésző nevétől eltérően – a Chromium nevet kapta. A cég ezzel lehetővé tette hogy a Windows-tól eltérő operációs rendszerekkel (például OS X valamint Linux rendszerekre) is kompatibilis program készülhessen. Ez a munka független programfejlesztők bevonásával készült el.
A Google szándéka az volt, hogy a Chromium nevet a nyílt és később továbbfejlődő forráskód számára mindvégig megőrzi, azonban a független fejlesztők bizonyos funkciókat szándékosan eltávolítottak a forráskódból. Később a Chromium forráskódból (funkcióelhagyással, átírással) kifejlesztett saját, már binárisra fordított majd továbbfejlődő kész szoftververziókat Chromium néven kezdték el terjeszteni.
A Google szándéka tehát, hogy a Chromium nevet saját cégen belül a nyíltan fejleszthető forráskód számára fenntartsa, meghiúsult, mert más fejlesztők a forráskódból átírt kész szoftvert kezdték el így nevezni.

## Különbségek a Google Chrome-mal összehasonlítva
- a Google Chrome integrált flash playerrel rendelkezik, melyet biztonsági vagy egyéb okokból nem kell külön frissíteni, hiszen minden új Chrome verzióval frissül a beépített lejátszó is;
- a Google Chrome beépített auto-update funkcióval rendelkezik;
- a Google Chrome böngésző képes a felhasználással kapcsolatos adatokat és összeomlási jelentéseket küldeni a Google fejlesztői számára;
- a Google és Google Chrome védett felhasználású megnevezések, amiket nem lehet más szoftverre vagy cégre használni;
- a Chromium tartalmaz BSD licencű, MIT licencű, LGPL és Ms-PL licencű és egy MPL/GPL/LGPL tri-licencű részeket, míg a Google Chrome a hozzá írt általános szerződési feltételek részben megírtak szerinti freeware-nek minősül;
- a Google Chrome és Chromium böngészők ikonja néhány dologban eltér egymástól.